# Hyalocylis
Hyalocylis is een geslacht van weekdieren uit de klasse van de Gastropoda (slakken).

## Soort
- Hyalocylis striata (Rang, 1828)